# Mammillaria albicans
Mammillaria albicans (укр. Мамілярія альбіканс, Мамілярія білувата) — сукулентна рослина з роду мамілярія родини кактусових.

## Історія
Вид вперше описаний американськими ботаніками Натаніелєм Лордом Бріттоном (англ. Nathaniel Lord Britton, 1859—1934) і Джозефом Нельсоном Роузом (англ. Joseph Nelson Rose, 1862—1928) у 1923 році у їх монографії англ. «The Cactaceae; descriptions and illustrations of plants of the cactus family» як Neomammillaria nunezii. У 1929 році німецький ботанік Алвін Бергер (нім. Alwin Berger, 1871—1931) включив цей вид до роду мамілярія.

## Етимологія
Видова назва з латини означає «білувата» через колір колючок

## Ареал та екологія

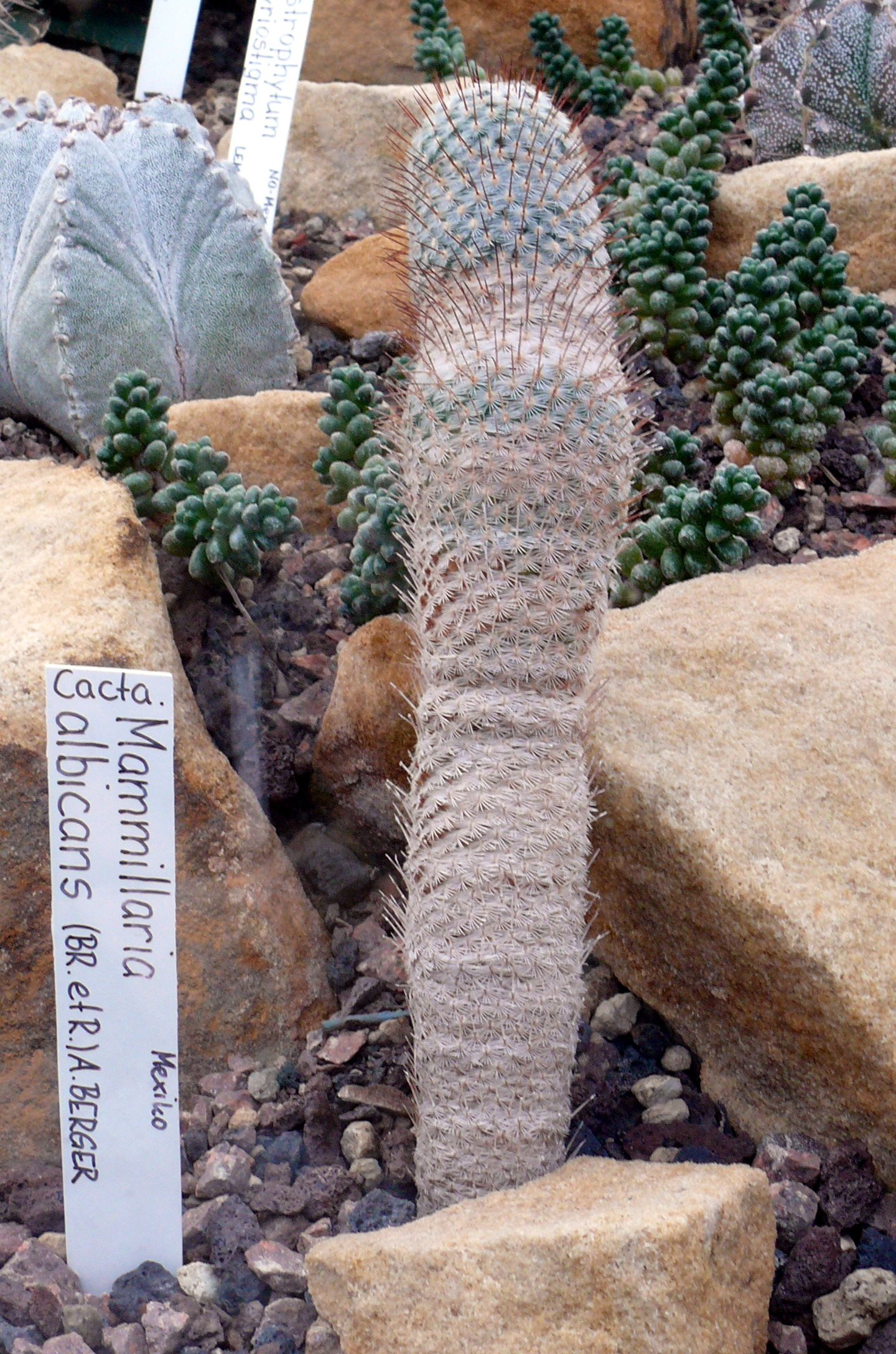

Mammillaria albicans є ендемічною рослиною Мексики. Ареал — штати Баха-Каліфорнія, Тамауліпас. Зростають на висоті від 10 до 200 метрів над рівнем моря, різні острівці у Санта-Крус і Сан-Дієго в каньйонах серед каменів, за винятком узбережжя Сан-Хосе і Сан-Франциско.

## Морфологічний опис
Рослини кущаться в основі або іноді й у верхній частині стебла, формуючи групи з колючками, що майже повністю закривають стебло.
| Орган              | Опис |
| ------------------ | --- |
| Стебло             | колоноподібне, до 20 см заввишки, 4-6 см в діаметрі. |
| Епідерміс          | блідо-зелений. |
| Маміли             | широкі, конічні, без молочного соку. |
| Аксили             | з щільним пухом в зоні цвітіння і декількома щетинками, білі з темно-коричневими кінцями.                                                                                       |
| Центральні колючки | 4-8, прямі або іноді з гачками на кінці, білі з коричневими кінцями, 8-10 см завдовжки, сильніші, але не довші радіальних колючок.                                              |
| Радіальні колючки  | 14-21, яскраво-білі, 5-8 мм завдовжки, повністю покривають стебло. |
| Квіти              | широкі, воронкоподібні, від білих до блідо-рожевих, з темно-рожевими центральними прожилками, до 20 мм в діаметрі, середина квітки і маточка темно-фіолетово-рожевого відтінку. |
| Плоди              | булавоподібні, від помаранчевих до червоних, 10-18 см завдовжки. |
| Насіння            | майже кругле, чорне. |

## Охоронні заходи
Mammillaria albicans входить до Червоного Списку Міжнародного Союзу Охорони Природи видів, з найменшим ризиком (LC).
Охороняється Конвенцією про міжнародну торгівлю видами дикої фауни і флори, що перебувають під загрозою зникнення (CITES).